# 증평 김득신 묘소
증평 김득신 묘소(曾坪 金得臣 墓所)는 충청북도 증평군 증평읍 율리에 있는 조선시대의 김득신의 묘소이다. 2014년 1월 3일 충청북도의 기념물 제160호로 지정되었다.

## 개요
김득신은 17세기 대표적인 시인으로 국문학사에 많은 영향을 끼친 인물이며, 오늘날에는 대기만성(大器晩成) 또는 독서광으로 알려진 인물이다.
김득신 묘소를 중심으로 김치, 김천주 등의 묘역은 17세기 사대부 묘소의 배치를 보여주는 비석과 석물 등이 있어 미술사적인 자료 가치를 지니고 있다.

## 같이 보기
- 김득신

## 참고 자료
- 증평 김득신 묘소 - 국가유산청 국가유산포털